# Ixodes acuminatus
Ixodes acuminatus är en fästingart som beskrevs av Neumann 1901. Ixodes acuminatus ingår i släktet Ixodes och familjen hårda fästingar. Inga underarter finns listade i Catalogue of Life.